# Bodontchar
Bodontchar (en mongol : ᠪᠣᠳᠤᠨᠴᠠᠷ, cyrillique : Бодончар ou encore Bodončar, bodon signifie sanglier en mongol), était un ancêtre de Gengis Khan.

## Biographie
Né vers 900/10, il n'est pas attesté historiquement, sa vie et ses actions sont avant tout légendaires. Il est le fils de "l'esprit jaune" qui, sous la forme d'un chien céleste, se serait accouplé avec sa mère Alan Goa.

## Famille
Cinquième et dernier fils d'Alan Goa, il est l'ancêtre à la 9ème génération de Gengis Khan.
De son épouse, une captive Uriyangkan, il à quatre fils:
- Ba'aridai (ou Ba'arin Aka), fondateur de la maison de Ba'arin;
- Qarichi Buqa, ancêtres des Bordjiguines;
- Buqtai, (père de Nachin Ba'adur?);
- Je'Üriyedei, fondateur de la maison de Je'Üriyed.

Son épouse avait eu un enfant d'une précédente union, Jajiradai, fondateur de la maison de Jajirad.